# Lavaux
Los viñedos en terrazas de Lavaux  están situados en el cantón suizo de Vaud en el distrito de Lavaux. Fueron construidos por los cistercienses (comunidad monástica) hace 800 años con una superficie total de 830 hectáreas distribuidas en terrazas que se extienden a lo largo de 30 km por la ribera norte del Lago Lemán. Existe evidencia de que las vides se cultivaron durante la época romana, sin embargo, los viñedos reales se remontan al siglo XI cuando los monasterios benedictinos y cistercienses controlaban la zona. Las costumbres y tradiciones de la zona otorgaron como emblema el símbolo de "los tres soles"derivado de la manera en que las vides reciben los rayos del sol: "de forma directa, reflejados en el agua y almacenados en las rocas que cierran cada bancal".
La principal variedad de uva que crece en estos viñedos es la Chasselas.
Los viñedos están protegidos por las leyes locales y desde julio de 2007 pertenecen al Patrimonio de la Humanidad de la Unesco.Para su visita, cuentan con una ruta didáctica que se extiende desde Lausana hasta Montreux.

## Enlaces externos

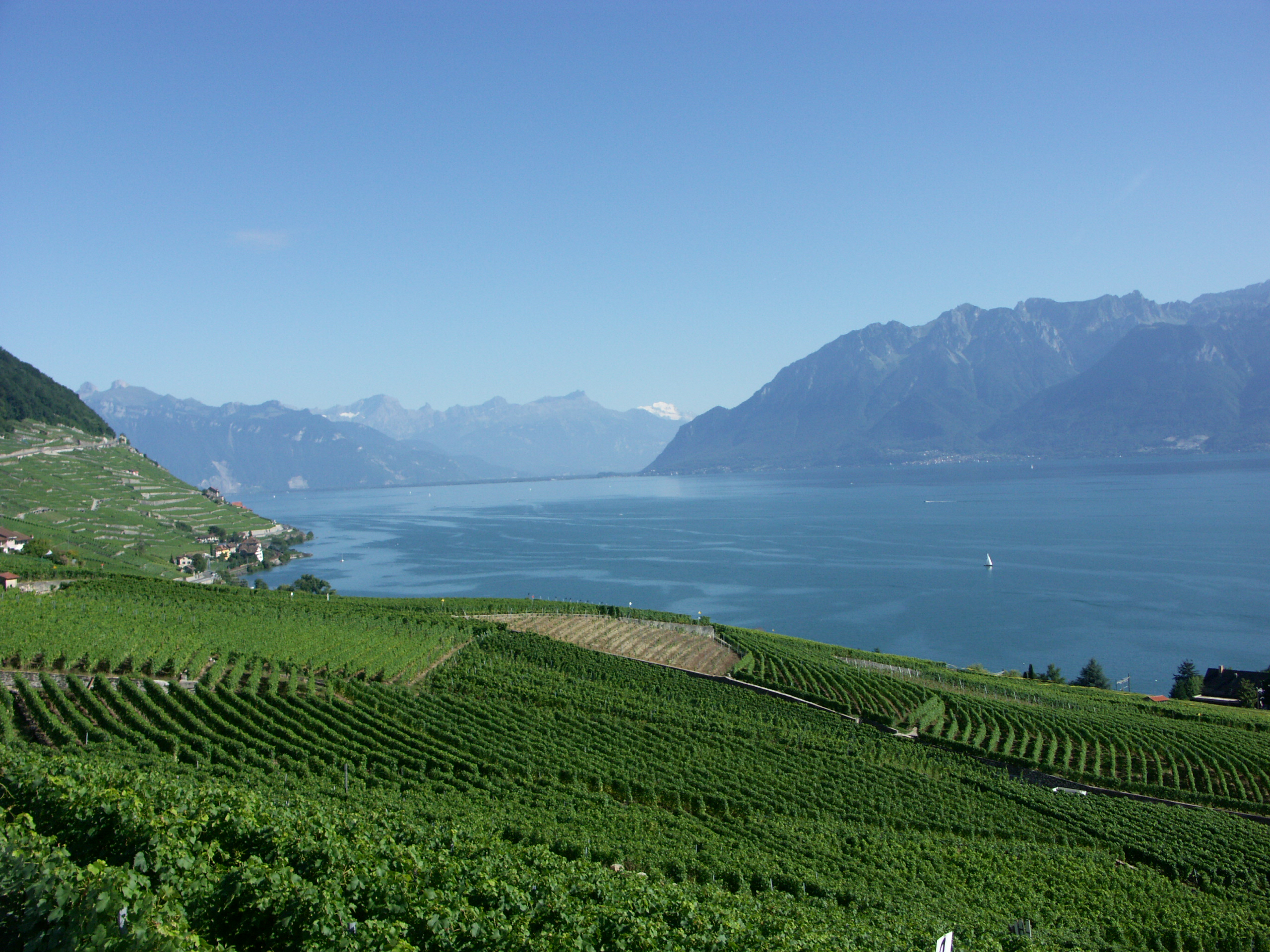
Lago Ginebra y los Alpes suizos desde Lavaux.